# Bão Lane (2018)
Bão Lane là một cơn bão rất mạnh. Đây là cơn bão mạnh nhất ở miền Trung Thái Bình Dương kể từ Ioke năm 2006, và cơn bão cấp 5 ở Thái Bình Dương phía Tây kinh tuyến 140 độ kể từ Patricia năm 2015. Bão thứ mười hai được đặt tên, và là cơn bão lớn thứ tư trong mùa bão Thái Bình Dương phía Tây kinh tuyến 180 độ 2018, Lane bắt nguồn từ sóng nhiệt đới bắt đầu sản xuất hoạt động cơn bão vô tổ chức vài trăm dặm ngoài khơi bờ biển phía nam México vào ngày 11. trong bốn ngày tiếp theo, sự xáo trộn từng bước củng cố trong bối cảnh điều kiện thời tiết thuận lợi và trở thành một áp thấp nhiệt đới đầu vào ngày 15. Mười hai giờ sau, trầm cảm tăng cường thành bão nhiệt đới Lane. Sự tăng cường dần dần xảy ra trong một ngày rưỡi sau đó, dẫn đến Lane đạt đến trạng thái bão vào ngày 17 tháng 8, tiếp theo là sự tăng cường nhanh chóng đã đưa Lane đến cường độ đỉnh ban đầu của nó như cơn bão cấp 4 vào ngày 18 tháng 8. Vào ngày 19 tháng 8, Lane đi vào lưu vực Trung Thái Bình Dương, nơi nó suy yếu do sự tăng gió. Tuy nhiên, vào ngày 20 tháng 8, Lane lại tăng cường thành bão cấp 4, và đạt cường độ cấp 5 sớm vào ngày 22 tháng 8. Khi Lane tiếp cận quần đảo Hawaii, nó bắt đầu suy yếu khi gió theo chiều dọc cắt một lần nữa tăng lên.

## Lịch sử khí tượng
Đầu vào ngày 11, Trung tâm Bão quốc gia (NHC) bắt đầu theo dõi một làn sóng nhiệt đới đó là sản xuất hoạt động cơn bão vô tổ chức vài trăm dặm ngoài khơi bờ biển phía nam México. Sự xáo trộn chuyển động về phía tây trong bốn ngày tiếp theo, trước khi trở thành tổ chức tốt hơn vào cuối ngày 14 tháng 8. Vào ngày 15, lúc 03:00 UTC, NHC tuyên bố rằng nhiệt đới suy thoái Mười bốn-E đã thành lập 1.115 dặm (1.795 km) về phía tây nam của mũi phía nam của Baja California. Mười hai giờ sau, nó gia tăng thành bão Lane. NHC cũng lưu ý rằng Lane được dự báo sẽ tăng cường thành một cơn bão có cường độ mạnh.
Lane dần được tăng cường cho ngày hôm sau hoặc lâu hơn, trước khi trở thành một cơn bão cường phong lúc 03:00 UTC vào ngày 17 tháng 8. Trong vài ngày tiếp theo, Lane tiếp tục theo hướng tây sang tây bắc với sự tương trợ của rìa áp cao cận nhiệt đới ở phía bắc. Ngay sau khi trở thành một cơn bão, Lane sau đó bắt đầu một giai đoạn tăng cường nhanh chóng, nhanh chóng trở thành một cơn bão cấp 2 chỉ mười tám giờ sau đó. Khu vực gió của Lane tăng gần gấp đôi trong thời gian này, và mắt bắt đầu trở nên ít mây hơn sau khi một vòng đối lưu mạnh mẽ hình thành xung quanh lõi của cơn bão. Lane tiếp tục tăng cường nhanh chóng, trở thành cơn bão lớn thứ tư của mùa này sáu giờ sau đó. Vào ngày 18 tháng 8, Lane tăng cường hơn nữa cho một cơn bão cấp 4. Các bài thuyết trình vệ tinh cũng miêu tả nó đã được cải thiện vô cùng qua đêm. Vào thời điểm đó, cơn bão có một con mắt được xác định rõ ràng được bao quanh bởi sự đối lưu rất sâu và dòng chảy đối xứng, góp phần củng cố thêm. Sáu giờ sau đó, Lane đạt đến đỉnh điểm ban đầu với sức gió tối đa là 140 dặm/h (220 km/h) và áp suất khí quyển tối thiểu là 948 mbar (27,99 inHg). NHC đã ban hành tư vấn cuối cùng về Lane lúc 21:00 UTC vào ngày 18 tháng 8, khi nó tiếp cận kinh tyến 140 ° W, ranh giới giữa các lưu vực phía đông và trung tâm Thái Bình Dương.

## Ảnh hưởng
Bão đã thúc đẩy việc phát hành đồng hồ bão và cảnh báo cho mọi hòn đảo ở Hawaii. Bắt đầu từ ngày 23 tháng 8, Lane mang mưa lớn đến đất liền Hawaii, gây ra lũ quét và lở đất. Bão Lane là cơn bão nhiệt đới thứ ba ướt nhất ở Hoa Kỳ, sau cơn bão Hiki năm 1950 và bão Harvey năm 2017. Ngoài ra, Lane cũng là cơn bão nhiệt đới thứ hai ướt nhất ở Hawaii, chỉ kém Hiki. Lượng mưa tối đa 51,86 inch (1.317 mm) được ghi nhận tại Mountainview, Hawaii vào ngày 26 tháng 8.

## Tham vấn
1. ↑  “NHC Graphical Outlook Archive”. National Hurricane Center.
2. ↑  “NHC Graphical Outlook Archive”.
3. ↑  “Hurricane LANE Advisory Archive”. NHC.
4. ↑  “HURRICANE LANE HAWAII RAINFALL TOTALS UPDATE: 'EXTREME FLOODING IMPACTS' CONTINUE FROM TROPICAL STORM(Tiếng Anh)”.